# Área micropolitana de Coamo
El área micropolitana de Coamo,  y oficialmente como Área Estadística Micropolitana de Coamo, PR µSA  por la Oficina de Administración y Presupuesto, es un Área Estadística Micropolitana centrada en el municipio de Coamo, en el Estado Libre Asociado de Puerto Rico. El área micropolitana tenía una población en el Censo de 2010 de 71.590 habitantes, convirtiéndola en la 1.º área metropolitana más poblada de Puerto Rico. El área micropolitana de Coamo comprende el municipio de Coamo.

## Composición del área micropolitana
- Coamo